# Апокалипсис afterparty
«Апока́липсис afterpárty» — это третий альбом российской хеви-метал-группы Коrsика, выпущенный в 2009 году.

## История
Работа над альбомом началась в январе 2008 года. В марте 2008 года песня «Охотник» появилась на Нашем радио. А летом 2008 года Коrsика сыграла на альтернативной сцене фестиваля «Нашествие 2008». Именно там группа презентовала абсолютно новую программу — 4 песни с альбома «Апокалипсис afterparty». За время записи альбома в группе сменился бас-гитарист: в ноябре 2008 года из группы ушёл Василий Ионов. В конце того же года на смену ему пришёл Иван Изотов («Эпидемия»), но партии бас-гитары на альбоме были записаны Василием Ионовым.
19 марта 2009 года альбом Коrsики был издан одним из ведущих российских лейблов CD-Maximum, и его презентация состоялась 28 марта в Москве в клубе «Plan B». Альбом привлёк внимание музыкальной прессы и общественности, и был высоко оценён ведущими изданиями. В чарте «Top 100 Metal Albums» самого авторитетного российского журнала о тяжёлой музыке «Dark City», альбом занял 1 место.
«Это — именно то, чего мы хотели добиться, — признаются сами музыканты, — наш звук, наши темы, наш собственный стиль. По-настоящему наши песни о нашем настоящем.»
В поддержку нового альбома Коrsика дала несколько концертов по городам России и СНГ, как сольных, так и совместных с группами Эпидемия, Кукрыниксы, Мастер, Маврин и другими. Также группа стала одним из хедлайнеров крупнейшего в СНГ мотофестиваля — «XIII Meждународного Байк-Шоу», вместе с группами Алиса, Король и Шут, Пилот и Ария.

## Список композиций
| №   | Композиция       | Музыка                         | Слова  |      | Текст | О песне |
| --- | ---------------- | ------------------------------ | ------ | ---- | ----- | ------- |
| 1.  | Остаться в живых | П. Панов, О. Михайлов, Коrsика | Ю. Кей | 4:22 | текст |         |
| 2.  | Давай ещё        | О. Михайлов, Коrsика           | Ю. Кей | 3:11 | текст |         |
| 3.  | Алиса, падай     | О. Михайлов, Коrsика           | Ю. Кей | 3:30 | текст | о песне |
| 4.  | Просто как все   | В. Крымский, Коrsика           | Ю. Кей | 3:37 | текст |         |
| 5.  | Ангел тьмы       | О. Михайлов, Коrsика           | Ю. Кей | 5:42 | текст |         |
| 6.  | Новая тема       | П. Панов, О. Михайлов, Коrsика | Ю. Кей | 3:59 | текст |         |
| 7.  | Это — всё        | В. Крымский, Коrsика           | Ю. Кей | 3:45 | текст |         |
| 8.  | Стены неба       | П. Панов                       | Ю. Кей | 4:12 | текст | о песне |
| 9.  | Двойная сплошная | П. Панов                       | Ю. Кей | 4:51 | текст | о песне |
| 10. | Ураган           | В. Крымский, Коrsика           | Ю. Кей | 4:26 | текст |         |
| 11. | Время повернуть  | П. Панов, Коrsика              | Ю. Кей | 5:58 | текст | о песне |

## Участники записи
Группа «Коrsика»
| Олег    | Михайлов | — вокал      |
| Артём   | Ефимов   | — ударные    |
| Павел   | Панов    | — клавишные  |
| Василий | Ионов    | — бас-гитара |
| Виталий | Крымский | — гитара     |

Дополнительная информация
- Запись — студия «Дай-records», 2008 год
- Звукорежиссёр — Евгений Виноградов
- Мастеринг — Евгений Виноградов, студия «Дай-records»
- Дизайн обложки — Дмитрий Филиппов